# Fernando González García
Fernando González García (Granada, 26 de marzo de 1944-ibidem, 4 de marzo de 2017) fue un pintor español.

## Biografía
Nacido en una familia granadina de pintores, en la calle Lavadero de Santa Inés, casa número tres de Granada. Diplomado en la Escuela de Artes y Oficios de Granada. Su primeros maestros fueron Emilio González Sánchez, su padre, Alfonso Domínguez (padre e hijo), Rafael de la Torre y Gabriel Morcillo. En la Escuela de Artes y Oficios de Granada estudió con Antonio Torres Rada y Nicolás Prados López.
Desde 1967 expuso en Sevilla, Jaén, Palma de Mallorca, Zaragoza y el Centro Cultural Gran Capitán de Granada (2013 y 2015). Asimismo, realizó actividades diversas en Estados Unidos desde 1997; exposición en la Ferris State University (Míchigan), donde realizó una serie de paisajes de Míchigan, Chicago y Detroit.
Como pintor de retratos oficiales, deben mencionarse los dos realizados a Felipe VI por encargo del Ayuntamiento de Granada, siendo esta la primera en tener un retrato del nuevo monarca, y de la Universidad de Granada. En 1990 esta misma universidad le encargó un retrato de Juan Carlos I, presentado en el Palacio de La Zarzuela en febrero de ese mismo año; a ellos deben unirse los realizados a Juan Carlos I y su esposa Sofía de Grecia para la Universidad Politécnica de Madrid, lo que le otorga el privilegio de haber retratado a ambos monarcas, padre e hijo. También retrató a personajes ilustres y populares como José Ortega Cano, Miguel Ruiz del Castillo o la bailaora Priscila.
Desarrolló su obra en estilos cercanos al impresionismo y el realismo.

## Premios y reconocimientos
Entre los premios y distinciones recibidas, están: 
- Premio de la Casa de América (1964-1967)
- Vocal de Bellas Artes del Centro Artístico, Literario y Científico de Granada (1971-1977)
- Granada de Plata, Juventudes Musicales (1982)
- Pintor de Decanos de Zaragoza (1982)
- Seleccionado entre los pintores españoles del siglo XX representando a Granada, en el libro editado en París: “Prestige de la Sculpture d’Aujoud’ hui dans le monde”
- Premio “Zacatín” (1991)
- Comendador de la Orden Capítulo XVI
- Premio José María López Mezquita (1993)
- Premio Costa Popular (1999)

## Exposiciones
Exposición de 35 obras en galería Millenium
Exposición en abril de 2015
Exposición en el Centro Cultural Gran Capitán en abril de 2013